# César Ibáñez (calciatore 1999)
César Ibáñez (Villa Fiorito, 17 giugno 1999) è un calciatore argentino, difensore dell'Huracán.

## Caratteristiche tecniche
È un terzino sinistro.

## Carriera
Cresciuto nel settore giovanile dell'Huracán, ha esordito in prima squadra il 15 maggio 2019 disputando l'incontro di Copa Argentina vinto 2-0 contro l'Unión (S).

## Statistiche

### Presenze e reti nei club
Statistiche aggiornate al 19 maggio 2025.
| Stagione        | Squadra         | Campionato      | Campionato | Campionato | Coppe nazionali | Coppe nazionali | Coppe nazionali | Coppe continentali | Coppe continentali | Coppe continentali | Altre coppe | Altre coppe | Altre coppe | Totale | Totale | Totale |
| Stagione        | Squadra         | Comp            | Pres       | Reti       | Comp            | Pres            | Reti            | Comp               | Pres               | Reti               | Comp        | Pres        | Reti        | Pres   | Reti   |        |
| --------------- | --------------- | --------------- | ---------- | ---------- | --------------- | --------------- | --------------- | ------------------ | ------------------ | ------------------ | ----------- | ----------- | ----------- | ------ | ------ | ------ |
| 2018-2019       | Huracán         | PD              | 0          | 0          | CA+CdL          | 1+0             | 0               | CL                 | 0                  | 0                  | -           | -           | -           | 1      | 0      |        |
| 2019-2020       | Huracán         | PD              | 15         | 0          | CA+CdS+CM       | 0+1+0           | 0               | CS                 | 2                  | 0                  | -           | -           | -           | 18     | 0      |        |
| 2021            | Huracán         | PD              | 17         | 1          | CA+CdL          | 0               | 0               | -                  | -                  | -                  | -           | -           | -           | 17     | 1      |        |
| 2022            | Huracán         | PD              | 2          | 0          | CA+CdL          | 1+12            | 0               | -                  | -                  | -                  | -           | -           | -           | 15     | 0      |        |
| 2023            | Huracán         | PD              | 6          | 0          | CA+CdL          | 0+8             | 0               | CS                 | 1                  | 0                  | -           | -           | -           | 15     | 0      |        |
| 2024            | Huracán         | PD              | 18         | 0          | CA+CdL          | 3+11            | 0               | -                  | -                  | -                  | -           | -           | -           | 32     | 0      |        |
| 2025            | Huracán         | PD              | 16         | 1          | CA              | 1               | 0               | CS                 | 5                  | 0                  | -           | -           | -           | 22     | 1      |        |
| Totale carriera | Totale carriera | Totale carriera | 74         | 2          |                 | 38              | 0               |                    | 8                  | 0                  |             | -           | -           | 120    | 2      |        |